# Nagykamarás
Nagykamarás é um município da Hungria, situado no condado de Békés. Tem 43,1 km² de área e sua população em 2015 foi estimada em 1.383 habitantes.